# Partido Verde da Inglaterra e do País de Gales
O Partido Verde da Inglaterra e do País de Gales (inglês: Green Party of England and Wales e galês: Plaid Werdd Cymru a Lloegr) é um partido ecossocialista da Inglaterra e do País de Gales, filiado à Global Verde.
Foi fundado em 1990.
Nas eleições gerais de 2015 o partido recebeu 3,8% dos votos (ou 1 157 613 de eleitores), tendo ganho um assento no Parlamento do Reino Unido.

## Ideologia

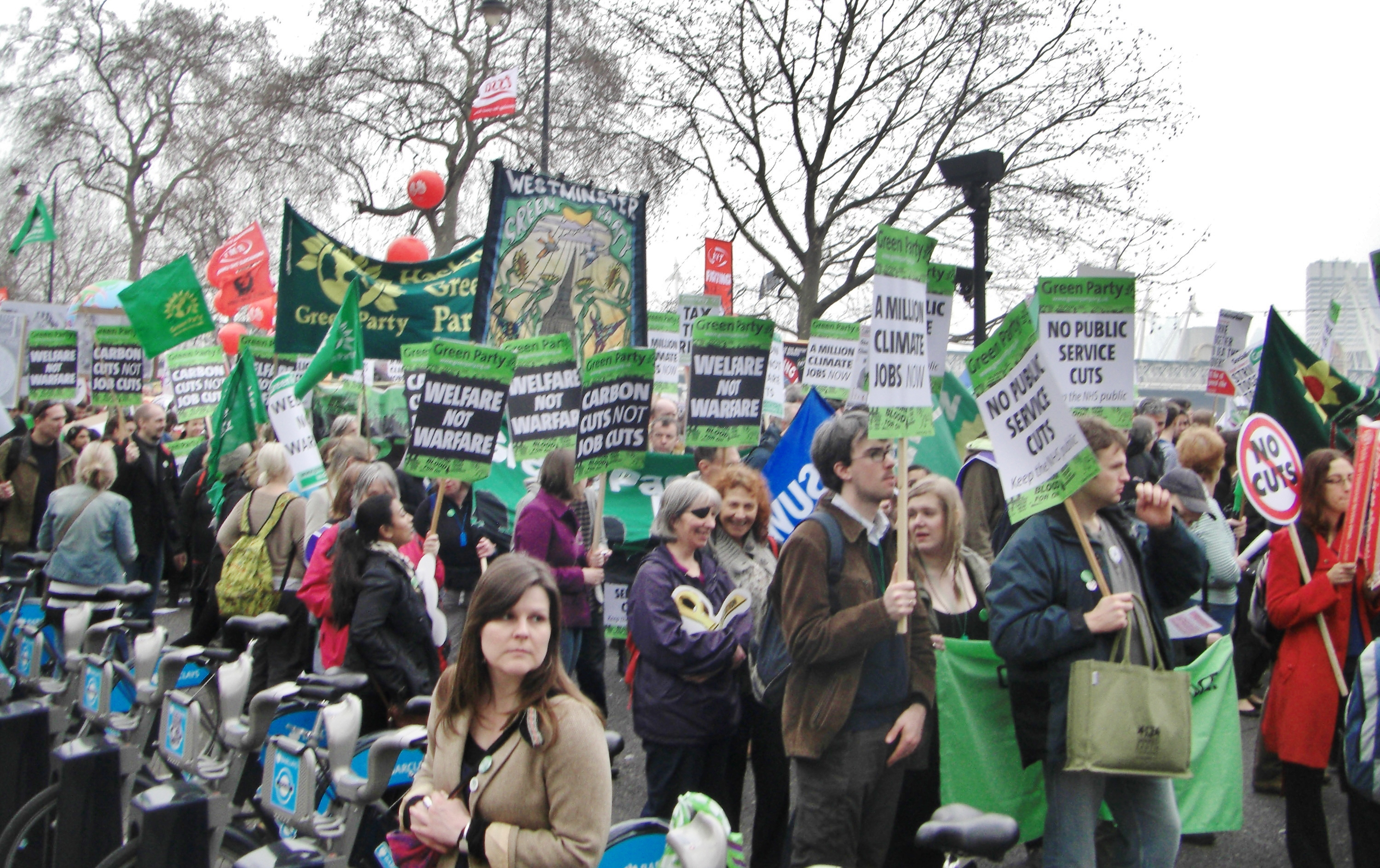
Manifestação antiausteridade organizada pelo Partido Verde em 2011.

O sociólogo Chris Rootes afirmou que o Partido Verde obteve o voto "de esquerda libertária", enquanto Dennison e Goodwin o caracterizaram como refletindo "valores universalistas libertários". O partido quer o fim do grande governo - que eles vêm como um obstáculo à democracia aberta e transparente - e quer limitar o poder das grandes corporações - que, eles argumentam, defende a tendência insustentável da globalização e é prejudicial ao comércio local e as economias.
O partido publica, periodicamente, um conjunto completo de suas políticas, aprovadas em sucessivas conferências do partido, intituladas coletivamente Policies for a Sustainable Society (em português: Políticas para uma Sociedade Sustentável). Este manifesto foi considerado pelo ativista dos direitos humanos Peter Tatchell como "radical socialista", "incorporando valores-chave socialistas", como "rejeição a privatizações, à economia de livre mercado e à globalização, e inclui compromissos de propriedade pública, direitos dos trabalhadores, democracia económica, tributação progressiva e redistribuição de riqueza e poder".

### Manifesto
O partido publica um manifesto para cada uma de suas campanhas eleitorais. No manifesto eleitoral para as eleições gerais de 2015, os Verdes delinearam muitas políticas novas, incluindo uma Taxa Robin Hood sobre os bancos e uma nova taxa de 60% sobre rendimentos superiores a 150 000 libras.
No Manifesto de 2019, o partido delineou como principais políticas:
- permanência e transformação da União Europeia;
- maior investimento nos serviços públicos;
- simplificação do imposto de renda e aumento da taxa do imposto sobre as sociedades para 24%[10];

Assentes em quatro pilares principais:
- Remain and transform (permanecer e transformar) - permanência do Reino Unido na União Europeia e um aumento na cooperação transfronteiriça;
- Grow democracy (democracia em crescimento) - reforma do sistema eleitoral (sistema proporcional) e reequilíbrio do poder do governo, especificamente reduzindo a idade do voto para os 16 anos, redefinindo a jurisdição dos governos locais e a implementação do republicanismo;
- The green quality of life guarantee (garantia de um qualidade de vida verde) - aborda questões sociais como direito à moradia, Serviço Nacional de Saúde, educação, política rural, discriminação, crime, descriminalização e regulação das drogas e direitos dos animais. Uma proposta importante nesta secção é a implementação de uma Renda básica de cidadania;
- The new deal for tax and spend (o novo acordo para impostos e gastos) - inclui a simplificação do imposto de renda, fazer as grandes empresas pagarem a sua parte justa, apoio às pequenas e médias empresas e corte de gastos desnecessários[11].

### Política económica
O Partido Verde acredita "numa economia que funcione para todos". Isso inclui medidas radicais para eliminar a pobreza com políticas sociais ambiciosas, como o aumento do salário mínimo de acordo com a pobreza absoluta. Também querem introduzir uma semana de trabalho de quatro dias; muitos economistas dizem que isso resultará num crescimento económico estagnado, enquanto outros dizem que isso aumentaria a produtividade e o crescimento, pois as segundas e sextas-feiras são os dias menos produtivos da semana.
Em novembro de 2019, os Verdes se comprometeram a introduzir uma renda básica até 2025, que daria a todos os adultos no Reino Unido (desempregados ou não) pelo menos 89 libras por semana (com pagamentos adicionais para aqueles que enfrentam barreiras ao trabalho, incluindo pessoas com deficiência e pais solteiros), para combater a pobreza, dar segurança financeira, dar às pessoas mais liberdade de escolha para reduzir o seu horário de trabalho, iniciar um novo negócio verde, participar na comunidade ou melhorar seu próprio bem-estar. A política também visa combater os crescentes níveis de automação que ameassem tirar milhões de pessoas do trabalho e mudar fundamentalmente a indústria britânica.
O Partido Verde quer aumentar o imposto sobre as empresas dos atuais 19% para um valor mais alto, para gerar mais receita ao governo e garantir que as grandes empresas não se tornem poderosas demais. O partido quer acabar com os subsídios aos combustíveis fósseis e substituí-los por subsídios a fontes de energia renováveis, como a eólica, solar e das marés. O investimento em energia verde pode potencialmente criar mais empregos e impulsionar a economia ou resultar num crescimento estagnado. A política económica ambiental também inclui um acordo verde que, segundo o Partido Verde, gerará novos empregos e reduzirá os custos de energia da Grã-Bretanha. O partido defende o aumento do desenvolvimento da Grã-Bretanha e a sua posição no Índice de Desenvolvimento Humano. Acreditam que o crescimento económico descontrolado contribuiu para a poluição e o aquecimento global e que mais medidas devem ser tomadas para garantir que o crescimento seja sustentável e reduzir ao mínimo os danos ambientais.

### Política ambiental
O partido defende a eliminação gradual da geração de energia baseada em combustíveis fósseis, o fecho das centrais termoelétricas e o fim dos subsídios à energia nuclear em dez anos e a sua eliminação gradual, assim como a neutralidade carbónica.
O Partido Verde defende a criação de um cometê de proteção ambiental para garantir a proteção dos habitats e melhoria da biodiversidade.

### Política externa e de defesa
Desde pelo menos 1992, o partido defende o desarmamento nuclear unilateral e a rejeição ao programa Trident de armas nucleares no Reino Unido, colaborando com a Campanha pelo Desarmamento Nuclear, Plaid Cymru e o Partido Nacional Escocês.
A ex-líder Natalie Bennett defendeu a substituição do exército do Reino Unido por uma "força de defesa doméstica", segundo o The Daily Telegraph, para retirar, num longo prazo, o Reino Unido da NATO.
O partido se opôs à invasão do Iraque, à intervenção militar liderada pela NATO na Líbia e ao envolvimento britânico na intervenção liderada pela Arábia Saudita no Iêmen.
Os Verdes fazem campanha pelos direitos dos povos indígenas em todo o mundo e defendem uma maior autonomia para esses povos. Além disso, apoiam a concessão de indemnizações e justiça pelos erros históricos e que a reapropriação de terras e recursos deve ser concedida a certas nações e povos. Acreditam, também, que o cancelamento da dívida externa deve ocorrer imediatamente e qualquer assistência financeira deve ser na forma de doações e não de empréstimos, limitando os pagamentos do serviço da dívida a 10% das receitas de exportação por ano.
O Partido Verde defende uma maior auto-sustentabilidade em termos de política alimentar e energética a nível global, com ajuda, sendo dada apenas aos países como último recurso, a fim de evitá-los de ser endividado com seus doadores.
Defendem a remoção de restrições ao número de estudantes estrangeiros, abolindo as regras sobre migração familiar e promovendo outros direitos para os solicitantes de asilo.

### Politica de transportes
O Partido Verde defende um Sistema de Transporte Popular para ajudar a lidar com as questões não apenas para o planeta, mas também para as comunidades locais. O partido tem um grupo de trabalho de transporte oficial, destinado a ajudar a elaborar políticas a serem votadas na conferência.
Os Verdes têm como objetivo priorizar a acessibilidade ao transporte e criar acesso igual, independentemente da idade, riqueza ou deficiência. O partido também quer reduzir a distância total que as pessoas viajam e comprimentos de viagem, incentivando o desenvolvimento e a retenção de instalações locais. Também busca reduzir os impactos ambientais do transporte, em parte incentivando o transporte que faz uso de recursos sustentáveis e substituíveis. O partido também defende a implementação de uma hierarquia de transportes que precisaria ser seguida por todos os níveis de governo:
1. Acesso a pé e para deficientes;
2. Ciclismo;
3. Transporte público (comboios, elétricos, autocarros e ferry-boats) e transporte ferroviário e fluvial;
4. Veículos leves, táxis e motocicletas de baixa potência.
5. Transporte motorizado particular (carros e motocicletas de alta potência).
6. Veículos de mercadorias pesadas.
7. Aviões.

Uma das políticas emblemáticas e de longa data nesse campo é a devolução das British Rail ao Estado, além de renacionalizar outros meios de transporte.

### Política educativa
O partido apoia a eliminação das propinas no ensino universitário, defendendo um ensino gratuito e universal.

### Facções internas
Existem alegações de disputas internas no Partido Verde entre facções liberais, socialistas e anarquistas. No entanto, Adam Ramsay, colaborador da revista estadunidense-canadense Vice, distingue duas facções internas dentro do Partido Verde:
- Watermelons: ecossocialistas e marxistas[28].
- Mangos: ideologicamente mais próximos dos Liberais-democratas, defensores do livre comércio e do liberalismo verde[28].

Uma outra fação importante é intitulado de: 
- Figs: ecoanarquistas[28].

## Represetantes

### Câmara dos Comuns
- Caroline Lucas (2010-presente)

### Câmara dos Lordes
- Tim Beaumont (1999-2008)
- Jenny Jones (2013-presente)
- Natalie Bennett (2019-presente)

## Resultados eleitorais

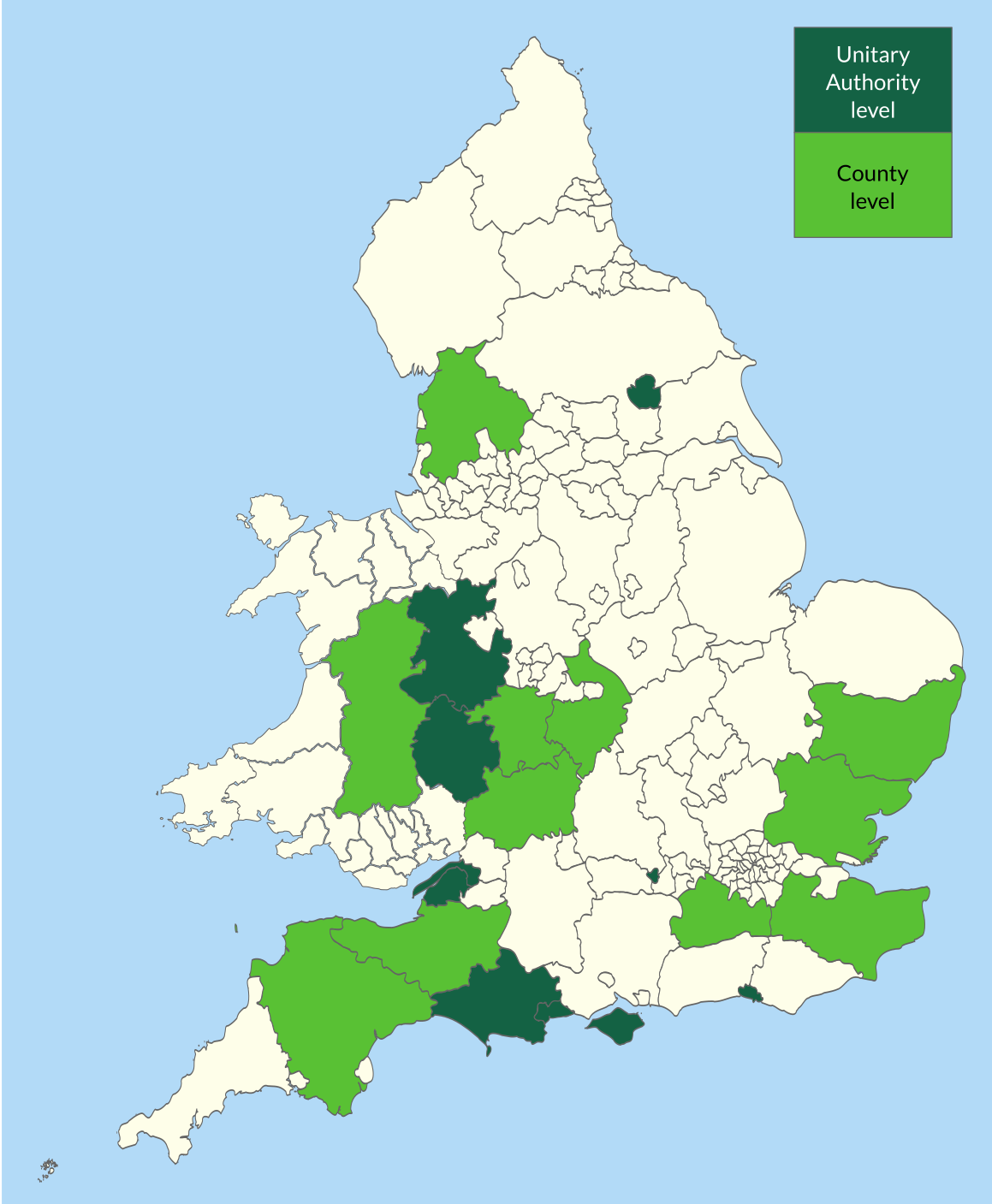
Representantes do Partdio Verde no Reino Unido.

### Eleições legislativas
| Data | Líder(es)                       | Cl.  | Votos     | %           | +/- | Deputados | +/-     | Status            |
| ---- | ------------------------------- | ---- | --------- | ----------- | --- | --------- | ------- | ----------------- |
| 1992 | Jean Lambert Richard Lawson     | 7.º  | 170 047   | 0,5 / 100,0 |     | 0 / 651   |         | Extra-parlamentar |
| 1997 | Peg Alexander David Taylor      | 12.º | 61 731    | 0,3 / 100,0 | 0,2 | 0 / 659   | Estável | Extra-parlamentar |
| 2001 | Margaret Wright Mike Woodin     | 11.º | 166 477   | 0,6 / 100,0 | 0,3 | 0 / 659   | Estável | Extra-parlamentar |
| 2005 | Caroline Lucas Keith Taylor     | 6.º  | 257 758   | 1,0 / 100,0 | 0,4 | 0 / 646   | Estável | Extra-parlamentar |
| 2010 | Caroline Lucas                  | 7.º  | 265 243   | 0,9 / 100,0 | 0,1 | 1 / 650   | 1       | Oposição          |
| 2015 | Natalie Bennett                 | 6.º  | 1 157 613 | 3,8 / 100,0 | 2,9 | 1 / 650   | Estável | Oposição          |
| 2017 | Jonathan Bartley Caroline Lucas | 8.º  | 524 604   | 1,6 / 100,0 | 2,2 | 1 / 650   | Estável | Oposição          |
| 2019 | Jonathan Bartley Siân Berry     | 5.º  | 835 579   | 2,7 / 100,0 | 1,1 | 1 / 650   | Estável | Oposição          |
| 2024 | Carla Denyer Adrian Ramsey      | 5.º  | 1 841 888 | 6,4 / 100,0 | 3,7 | 4 / 650   | 3       | Oposição          |

### Eleições europeias
| Data | Líder(es)                   | Cl. | Votos     | %            | +/- | Deputados | +/-     |
| ---- | --------------------------- | --- | --------- | ------------ | --- | --------- | ------- |
| 1994 | John Cornford Jan Clark     | 4.º | 471 257   | 3,0 / 100,0  |     | 0 / 87    |         |
| 1999 | Mike Woodin Jean Lambert    | 5.º | 568 236   | 5,3 / 100,0  | 2,3 | 2 / 87    | 2       |
| 2004 | Mike Woodin Caroline Lucas  | 5.º | 948 588   | 5,6 / 100,0  | 0,3 | 2 / 78    | Estável |
| 2009 | Caroline Lucas              | 5.º | 1 223 303 | 7,8 / 100,0  | 2,2 | 2 / 72    | Estável |
| 2014 | Natalie Bennett             | 4.º | 1 136 670 | 6,9 / 100,0  | 0,9 | 3 / 73    | 1       |
| 2019 | Jonathan Bartley Siân Berry | 4.º | 1 881 306 | 11,8 / 100,0 | 4,9 | 7 / 73    | 4       |